# Marielund, Haparanda kommun
Marielund är en stadsdel i norra Haparanda, Norrbottens län. Den byggdes som en förort till Haparanda på 1970-talet, och kallades till en början för Mattila efter en intilliggande by (se Mattila). För att undvika förväxling med byn ifråga bytte man under 1980-talet namn på den nybyggda förorten till Marielund. Namnet Marielund är hämtat från ett gårdsnamn i byn Mattila. Mellan 1995 och 2015 var Marielund klassad av Statistiska Centralbyrån som en separat tätort.

## Befolkningsutveckling
| Befolkningsutvecklingen i Marielund 1995–2010                    | Befolkningsutvecklingen i Marielund 1995–2010 | Befolkningsutvecklingen i Marielund 1995–2010 | Befolkningsutvecklingen i Marielund 1995–2010 | Befolkningsutvecklingen i Marielund 1995–2010 |
| ---------------------------------------------------------------- | --------------------------------------------- | --------------------------------------------- | --------------------------------------------- | --------------------------------------------- |
|                                                                  |                                               |                                               |                                               |                                               |
| År                                                               |                                               |                                               | Folkmängd                                     | Areal (ha)                                    |
| 1995                                                             | 1995                                          |                                               | 2 107                                         | 120                                           |
| 2000                                                             | 2000                                          |                                               | 1 986                                         | 120                                           |
| 2005                                                             | 2005                                          |                                               | 1 865                                         | 120                                           |
| 2010                                                             | 2010                                          |                                               | 1 726                                         | 117                                           |
| Anm.: Utbruten ur Haparanda 1995. Åter en del av Haparanda 2015. |                                               |                                               |                                               |                                               |